# Hirtella pimichina
Hirtella pimichina là một loài thực vật có hoa trong họ Cám. Loài này được Lasser & Maguire mô tả khoa học đầu tiên năm 1954.